# Saint-Alban-du-Rhône
Saint-Alban-du-Rhône település Franciaországban, Isère megyében. Lakosainak száma 960 fő (2022. január 1.). Saint-Alban-du-Rhône Saint-Maurice-l’Exil, Chavanay, Clonas-sur-Varèze és Saint-Clair-du-Rhône községekkel határos.

## Népesség
A település népessége az elmúlt években az alábbi módon változott:
| Lakosok száma | 355  | 490  | 672  | 849  | 867  | 849  | 842  | 840  | 880  | 960  |
|               | 1968 | 1982 | 1990 | 2006 | 2013 | 2015 | 2017 | 2019 | 2020 | 2022 |